# 니시카타정
니시카타정(일본어: 西方町)은 도치기현 남서부에 있는 가미쓰가 군에 속했던 정이다. 가미쓰가 군에 속했지만, 도치기시와의 관계가 강하여, 2011년 10월 1일, 도치기 시에 편입·합병했다.
정 이름은 남북조 시대에 영주가 우쓰노미야시의 서쪽에 있는 데에서 서방이라고 자칭했던 데에서 유래한다.

## 지리
정의 서부는 산간부이고 동부에는 오모이가와 강이 흐르고 있다. 오모이가와 강은 근처의 가누마시와 미부정과의 경계가 되고 있다. 정내를 도호쿠 자동차도가 종단하고 있고 대체로 도로의 동쪽이 평야, 서쪽이 산지이다.
정의 북부에는 오구라 보가 있어 오모이가와 강으로부터 물을 얻고 있다. 여기로부터 취수된 물은 수로를 지나 정내의 농업용수 등에 사용되고 있다. 그 때문에 오모이가와 강은 니시카타 정에서 중요한 하천으로 오구라 보 근처에 오구라 수신사가 존재한다.
근래에는 택지 조성 등이 행해져 1999년 7월에는 정의 인구가 7000명을 돌파했다. 그러나 2006년부터 인구는 6000명대가 되어 2009년 현재에는 6,850명정도로 줄어들고 있다.

## 역사
- 1889년 4월 1일 - 현재의 니시카타 정의 동부로 니시카타 촌, 서부에 마나고 촌이 성립하였다.
- 1955년 4월 27일 - 니시카타 촌과 마나고 촌이 합병해 새로운 니시카타 촌이 탄생하였다.
- 1994년 10월 1일 - 정으로 승격해 니시카타 정이 되었다.
- 2011년 10월 1일 - 도치기 시에 편입 합병.

## 교통

### 철도
- 도부 철도 닛코 선

### 도로
- 도호쿠 자동차도
- 국도 293호선